# Fernand Gonder

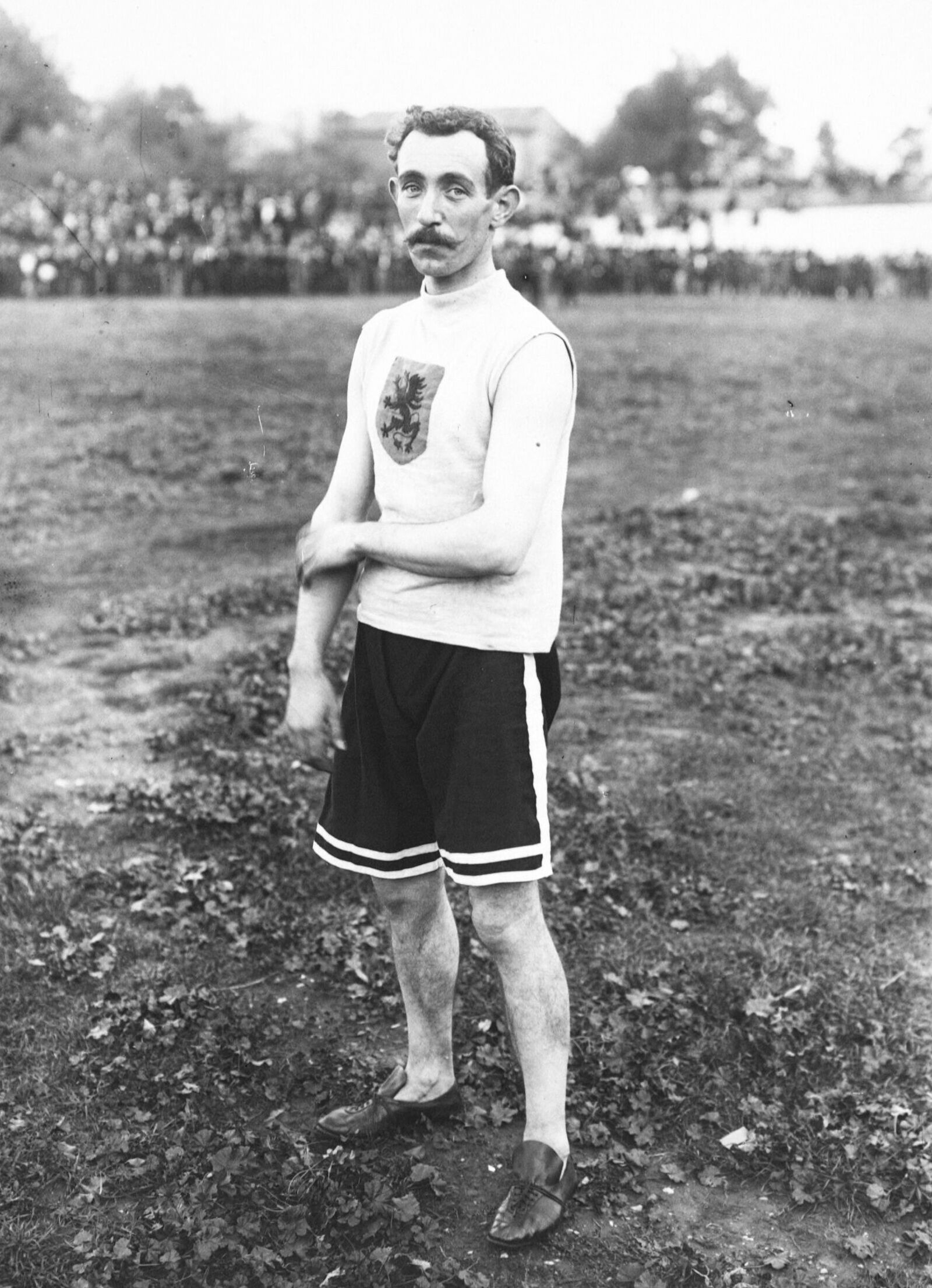
Fernand Gonder, 1911

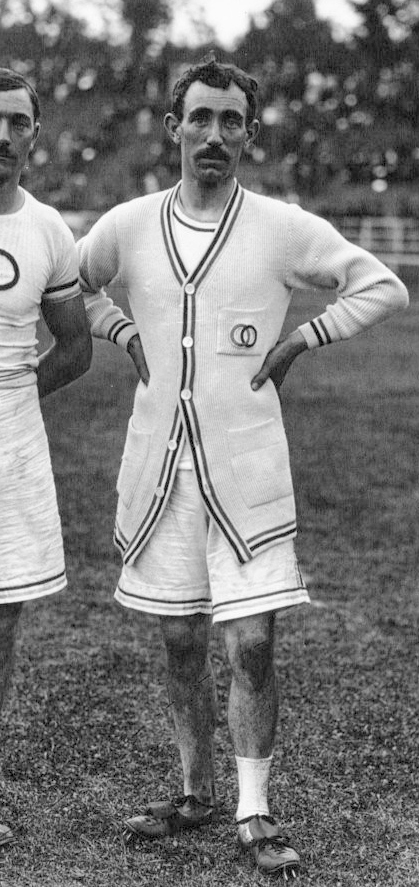
Fernand Gonder, 1912

Fernand Gonder (* 12. Juni 1883 in Bordeaux; † 10. März 1969 in Rochefort-sur-Mer) war ein französischer Stabhochspringer.
Gonder hatte 1904 den inoffiziellen Weltrekord von 3,69 Meter eingestellt, und 1905 stellte er in Gradignan mit 3,74 Meter einen weiteren Weltrekord auf.
Als Weltrekordler reiste er zu den Olympischen Zwischenspielen 1906 in Athen. Dort gewann er den Stabhochsprungwettbewerb mit 3,50 Meter vor dem Schweden Bruno Söderström und dem US-Amerikaner Edward Glover. Die Olympischen Zwischenspiele bildeten nicht nur in der üblichen Vier-Jahres-Systematik eine Ausnahme, sondern auch darin, dass hier kein US-Amerikaner im Stabhochsprung gewann. Bei den offiziellen Olympischen Spielen brach die US-Siegesserie im Stabhochsprung erst 1972 mit Wolfgang Nordwig.
Die offiziellen Weltrekorde wurden erst 1912 eingeführt. Marc Wright war mit 4,02 Meter der erste offizielle Weltrekordler. Beim Stabhochsprungwettkampf der Olympischen Spiele 1912 in Stockholm erreichte Gonder als 15. der Qualifikation mit 3,50 Meter das Finale nicht.